# Фернандес, Хелен
Хелен Фернандес (исп. Helen Fernández род. 1955, Каракас, Венесуэла) — бывший мэр столичного района Каракаса. Она также занимала пост генерального директора мэрии и занимала различные должности в администрации мэра Антонио Ледесмы.
Она была приведена к присяге мэром, временно после запроса на арест. Фискале де Венесуэла от тогдашнего мэра Антонио Ледесмы.
Мэр в момент вступления в должность и назначаемый столичным Кабилдо из Каракаса сказал, что она сделала это, чтобы обеспечить преемственность руководству Ледесмы и надеяться, что он восстановит позицию, для которой он был избран.